# Eggelingia gabonensis
Eggelingia gabonensis är en orkidéart som beskrevs av Phillip James Cribb och Laan. Eggelingia gabonensis ingår i släktet Eggelingia och familjen orkidéer. Inga underarter finns listade i Catalogue of Life.